# Individual Network

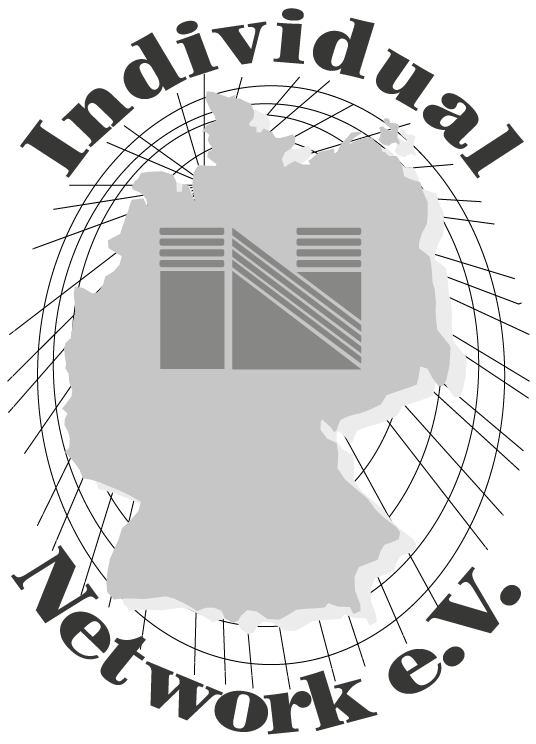
Logo des IN

Das Individual Network e. V. (IN) war ein gemeinnütziger Verein, der von 1992 bis 2000 als Dachverband verschiedener Betreibergemeinschaften Privatpersonen den Zugang zum Internet ermöglichte. Zeitweise waren 300.000 Nutzer über das IN an das Internet angebunden.
Mitglieder waren zum einen regionale Betreibergemeinschaften, die ihren Teilnehmern neben einer E-Mail- und Usenet-Anbindung zunehmend auch volle Internet-Connectivity zur Verfügung stellen konnten, zum anderen Mailbox-Netze wie MausNet und CL-Netz.
Das IN schloss Verträge mit den damals in Deutschland führenden Internet-Providern EUnet und XLink und konnte als Mitglied des Deutschen Forschungsnetzes an vielen Orten die Netz-Infrastruktur der lokalen Universitäten mitnutzen.
Als die Preise für Internetzugänge gegen Ende der 1990er Jahre sanken, waren die Betreibergemeinschaften nicht mehr auf das IN als Einkaufsgemeinschaft angewiesen. Zudem sahen sie sich einer zunehmenden Konkurrenz durch kommerzielle Internet-Provider ausgesetzt, die nun ihrerseits bezahlbare Internet-Zugänge für Privatpersonen anboten. Diese Entwicklung führte im Jahr 2000 zur Auflösung des Vereins. Verschiedene lokale Betreibergemeinschaften bestehen weiter, spielen als Internet-Provider aber keine große Rolle mehr.

## Vereine
Folgende ehemalige Mitgliedsvereine bestehen weiter (Stand 2010):
- Aachen – Oche e. V.
- Augsburg – Augsburger Computer Forum e. V.
- Berlin – IN-Berlin e. V.
- Braunschweig – Escape e. V.
- Bremen – Kommunikationsnetz Bremen e.V.
- Chemnitz – IN-Chemnitz e. V.
- Dortmund – PING e. V.
- Dresden – SaxNet e. V.
- Franken – Kommunikationsnetz Franken e. V.
- Fulda/Rhön – IN-kompetent e. V.[2]
- Gießen/Wetzlar – UUCP Freunde Lahn e. V.
- Hamburg – Hanse e. V.
- Hannover – HanNet e. V.
- Karlsruhe – INKA e. V.
- Kiel – Toppoint e. V.
- Magdeburg – boerde.DE e. V.
- München – muc.de e. V.
- Münster/Osnabrück – Westfalen e. V.
- Ostwestf./Lippe – Privaten Internet Ostwestfalen-Lippe e. V.
- Passau – IN-Passau e. V.
- Saarland – Internet Privat e. V.
- Sauerland – Sauerland Online e. V.
- Stuttgart – bawue.net e. V.
- Thüringen – ThurNet
- Ulm – IN-Ulm e. V.